# 斯潘塞 (印地安納州)
斯潘塞（英語：Spencer）是一個位於美國印地安納州歐文縣的城市。根據2010年美國人口普查，該地人口為2217人，而該地的面積約為4.10平方千米。同時該地也是歐文縣的縣治。

## 地理
斯潘塞的座標為39°17′13″N 86°45′51″W / 39.28694°N 86.76417°W，而該地的平均海拔高度為172米（即564英尺）。